# Integrina
Si dice integrina, o recettore all'integrina, una glicoproteina integrale di membrana nella membrana cellulare che lega le proteine della matrice extracellulare, in particolare le fibronectine. Svolge un ruolo nel collegamento della cellula con la matrice extracellulare (MEC) e nella trasduzione del segnale dalla MEC alla cellula. Vi sono molti tipi di integrina e molte cellule ne hanno svariati tipi sulla loro superficie. 

## Struttura

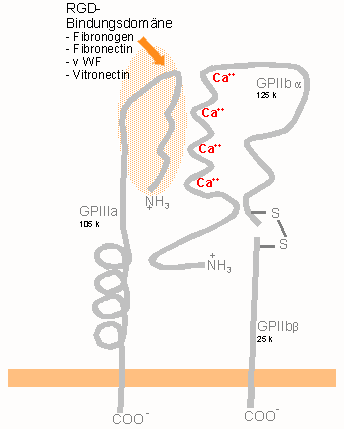
Integrina (didascalia in tedesco)

Le integrine sono eterodimeri obbligati contenenti due distinte catene, chiamate subunità α (alpha) e β (beta). Sono state individuate circa 18 subunità α ed 8 β. 
In più si possono creare delle varianti per esempio esistono quattro varianti della subunità beta-1. Attraverso le differenti combinazioni di queste subunità alpha e beta, sono generate 24 integrine.
Le subunità dell'integrina penetrano nella membrana plasmatica e in genere hanno domini citoplasmici molto corti di circa 40-70 aminoacidi. L'eccezione è la subunità beta-4 che ha un dominio citoplasmico di 1088 aminoacidi, uno dei più estesi domini citoplasmatici delle proteine di membrana.
Fuori dalla membrana plasmatica, le catene α e β sporgono per una lunghezza di circa 23 nm, gli ultimi 5 dei quali - grazie alla terminazione formata dall'NH2 di ciascuna catena - forma una regione adibita ai legami per la matrice extracellulare (MEC).
La massa molecolare delle subunità di integrina possono variare da 90 kDa a 160 kDa. Le subunità β hanno 4 sequenze ripetute ricche di cisteina. Sia le subunità α sia le β legano molti cationi divalenti.
Il ruolo dei cationi interagenti con α è sconosciuto, mentre i cationi che interagiscono con β sono più interessanti: sono direttamente coinvolti nella coordinazione di alcuni dei legami che l'integrina stabilisce.
Vi sono molti modi di classificare le integrine. Per esempio, una sottoclasse delle catene α possiede un dominio strutturale in più inserito presso la terminazione NH2, il così denominato dominio alpha-A (poiché ha una struttura simile ai domini A rilevati nella proteina del fattore di von Willebrand). 
Le integrine che possiedono questa particolarità solitamente formano il collagene (integrine α1 β1, e α2 β1), o funzionano come molecole di adesione tra cellula e cellula (integrine della famiglia β2). 
Questo dominio α-I è il sito attivo per il legami di varie integrine. Quelle che non portano questo dominio, hanno comunque un dominio A nel loro sito attivo, ma questo si trova nella catena β.
In entrambi i casi, i domini A sono connessi a tre siti attivi composti da cationi divalenti. Uno di questi è permanentemente occupato da concentrazioni fisiologiche di cationi divalenti, e si lega ad uno ione Calcio o Magnesio. 
Gli altri due siti vengono occupati dai cationi quando si stabiliscono i legami - almeno per i legami che coinvolgono un aminoacido acido, in genere l'acido aspartico - nei loro siti di interazione. Un aminoacido acido caratterizza nel sito attivo dell'integrina molte proteine MEC, come parte della sequenza aminoacidica Arginina-Glicina-Acido aspartico ("RGD" nella codificazione a una lettera).
Grazie ai raggi X è stata scoperta la struttura cristallina della parte extracellulare e di alcune regioni di un'integrina, e questo mostra che la molecola è ripiegata in una struttura a forma di V rovesciata che prende siti attivi di legame.

## Funzioni
Le due funzioni principali delle integrine sono:
- Adesione della cellula alla MEC.
- Trasduzione del segnale dalla MEC alla cellula.

Esse sono comunque coinvolte anche in un'ampia gamma di altre attività biologiche, tra cui impedire ai virus, inclusi gli adenovirus, Eco virus, Hanta virus, virus che infettano il piede e la bocca di legarsi alle cellule; sostegno al sistema immunitario; migrazione cellulare.

### Collegamento della cellula con la MEC
Le integrine uniscono la MEC fuori dalla cellula al citoscheletro (in particolare ai microfilamenti) all'interno della cellula. A quale sito della MEC si può legare l'integrina è solitamente deciso da quali subunità α e β è composta l'integrina stessa. 
Tra i legami dell'integrina si trovano fibronectina, vitronectina, collagene, e laminina. La connessione tra la cellula e la MEC rende la cellula in grado di resistere alle forze tiranti senza essere sbalzata fuori dalla MEC. L'abilità di una cellula di creare questo tipo di legame è anche di vitale importanza per l'ontogenesi.
I collegamenti tra l'integrina e i legami nella MEC e i microfilamenti all'interno della cellula sono indiretti: essi sono connessi mediante proteine "armatura" come la talina, paxillina e l'alpha-actinina. Questi agiscono regolando le chinasi come le FAK (focal adhesion kinase - chinasi di adesione focale) e la famiglia delle chinasi Src ai substrati fosforilati come per esempio il p130CAS o reclutando adattatori di segnale come il Crk.
La connessione della cellula alla matrice extracellulare è un requisito base per formare un organismo pluricellulare. Le integrine non sono dei semplici ganci, ma danno alla cellula informazioni circa la natura dell'ambiente circostante. 
Insieme ai segnali provenienti dai recettori dei fattori di crescita solubili come il VEGF, l'EGF e molti altri, determinano la decisione cellulare su quale azione biologica intraprendere, sia esso collegamento, movimento, morte o differenziazione. 
Così le integrine stanno al cuore, sia letteralmente che figurativamente, di molti processi cellulari.
Una delle loro più importanti funzioni è il loro ruolo nella migrazione cellulare. Il movimento di un qualunque corpo necessita di piedi per avanzare nel substrato. In questo senso, le integrine sono i piedi della cellula. Evidenze sperimentali indicano che le integrine collocate su un versante della cellula e adese al substrato possono rilasciarlo. Queste molecole vengono introdotte nel citoplasma per endocitosi per poi riemergere sulla superficie cellulare su un nuovo versante mediante esocitosi. In questo modo sono riciclate e riutilizzate.

### Trasduzione del segnale
Le integrine svolgono un ruolo importante nella trasmissione dei segnali tra le cellule. La connessione con le molecole della MEC può provocare la trasmissione dello stesso nella cellula attraverso le chinasi proteiche che sono connesse con le terminazioni intracellulari delle molecole di integrina.
Nel dettaglio i segnali che la cellula riceve attraverso l'integrina possono avere relazione con:
- crescita cellulare
- divisione cellulare
- sopravvivenza cellulare
- differenziazione cellulare
- apoptosi (morte cellulare programmata)

## Esempi di integrine nei vertebrati
Sono qui elencate alcune delle integrine rilevabili nei vertebrati.
| Nome   | Sinonimi   | Distribuzione          | Legami                       |
| ------ | ---------- | ---------------------- | ---------------------------- |
| α1β1   |            | Molti                  | Collagene, laminine          |
| α2β1   |            | Molti                  | Collagene, laminine          |
| α4β1   | VLA-4      | cellule ematopoietiche | Fibronectina, VCAM-1         |
| α5β1   |            | Fibroblasti            | Fibronectina                 |
| αLβ2   | LFA-1      | Linfociti T            | ICAM-1, ICAM-2               |
| αMβ2   | Mac-1, CR3 | Monociti               | proteine siero, ICAM-1       |
| αIIbβ3 |            | Trombociti             | proteine siero, fibronectina |
| α6β4   |            | cellule epiteliali     | Laminina                     |